# Юлски ултиматум
Юлският ултиматум е нота, която Австро-Унгария връчва на Кралство Сърбия на 23 юли 1914, месец след Сараевския атентат, при който е убит престолонаследникът ерцхергоц Франц Фердинанд. Условията ѝ са ултимативни – Сърбия да спре антиавстрийската пропаганда в Босна и Херцеговина, да се разтурят националистическите организации („Млада Босна“, „Народна отбрана“, „Черна ръка“, „Бяла ръка“), и да се допуснат австро-унгарски органи да разследват офицери от сръбската армия за съпричастност към убийството. Руската империя внушава на Сърбия да не допусне последното условие. Сърбия не се съгласява с австрийското условие. Това води до избухването на Първата световна война.